# 湖南天雁
湖南天雁機械股份有限公司，簡稱湖南天雁機械股份（英語：Hunan Tyen Machinery Co., Ltd，上交所：600698/900946，简称：ST天雁/ST天雁B），中國兵器裝備集團旗下公司，位於中国湖南省衡阳市，是在1952年成立，現任董事長連剛，總經理為王一棣。
前身為「湖南天雁機械有限責任公司」。
主要業務生产及销售废气涡轮增压器、发动机进排气门、特种车辆及动车组冷却风机等发动机零部件。

## 外部連結
- 湖南天雁機械有限責任公司